# Highbridge Capital Management
Highbridge Capital Management, LLC är en amerikansk multinationell hedgefond som specialiserar sig på alternativa investeringar och har verksamheter i New York i delstaten New York, London i England och Hongkong. De är dotterbolag till den amerikanska multinationella affärsbanken J.P. Morgan Chase.
Hedgefonden grundades 1992 av affärsmännen Glenn Dubin och Henry Swieca. 2004 valde duon att sälja 55% av Highbridge till J.P. Morgan Chases dotterbolag J.P. Morgan Asset Management och fem år senare valde J.P. Morgan att helt ta över hedgefonden när de förvärvade de resterande 45%. Den 5 december 2014 kom det rapporter om att företagsledningen inom Highbridge hade diskussioner om att frigöra sig från J.P. Morgan och bli en självständig hedgefond igen. Den 20 oktober 2015 rapporterades det om att källor med insyn hävdade att J.P. Morgan var beredd att sälja majoriteten av hedgefonden tillbaka till företagsledningen med vd Scott Kapnick i spetsen.
För 2015 förvaltade de ett kapital på omkring $25 miljarder.